# براءة فخرية
البراءة الفخرية تعني في العديد من المؤسسات العسكرية في العالم أمرًا بمنح الضابط المفوض لقبًا أعلى رتبة مكافأةً على الشجاعة أو السلوك الجدير بالتقدير ولكن قد لا يمنح السلطة أو الأسبقية أو الراتب من الرتبة الحقيقية.